# John A. Garraty
John Arthur Garraty (1920 – 19. december 2007) var en amerikansk historiker og biograf. Han var tidligere præsident for Society of American Historians og var den tidligere Gouverneur Morris Professor Emeritus of History ved Columbia University. Han har blandt andet skrevet high school-historiefagbogen The American Nation og American National Biography.